# 스비아인
스비아인(고대 노르드어: svíar, 스웨덴어: svear, 고대 영어: Sweonas, 라틴어: Suiones 수이오네스[*])은 고대 스칸디나비아의 스웨덴 지역에 거주하던 북게르만계 부족으로, 오늘날 스웨덴인의 직접적 조상으로 여겨진다.

## 같이 보기
- 기트인
- 구트족